# Bahnhof Heerbrugg

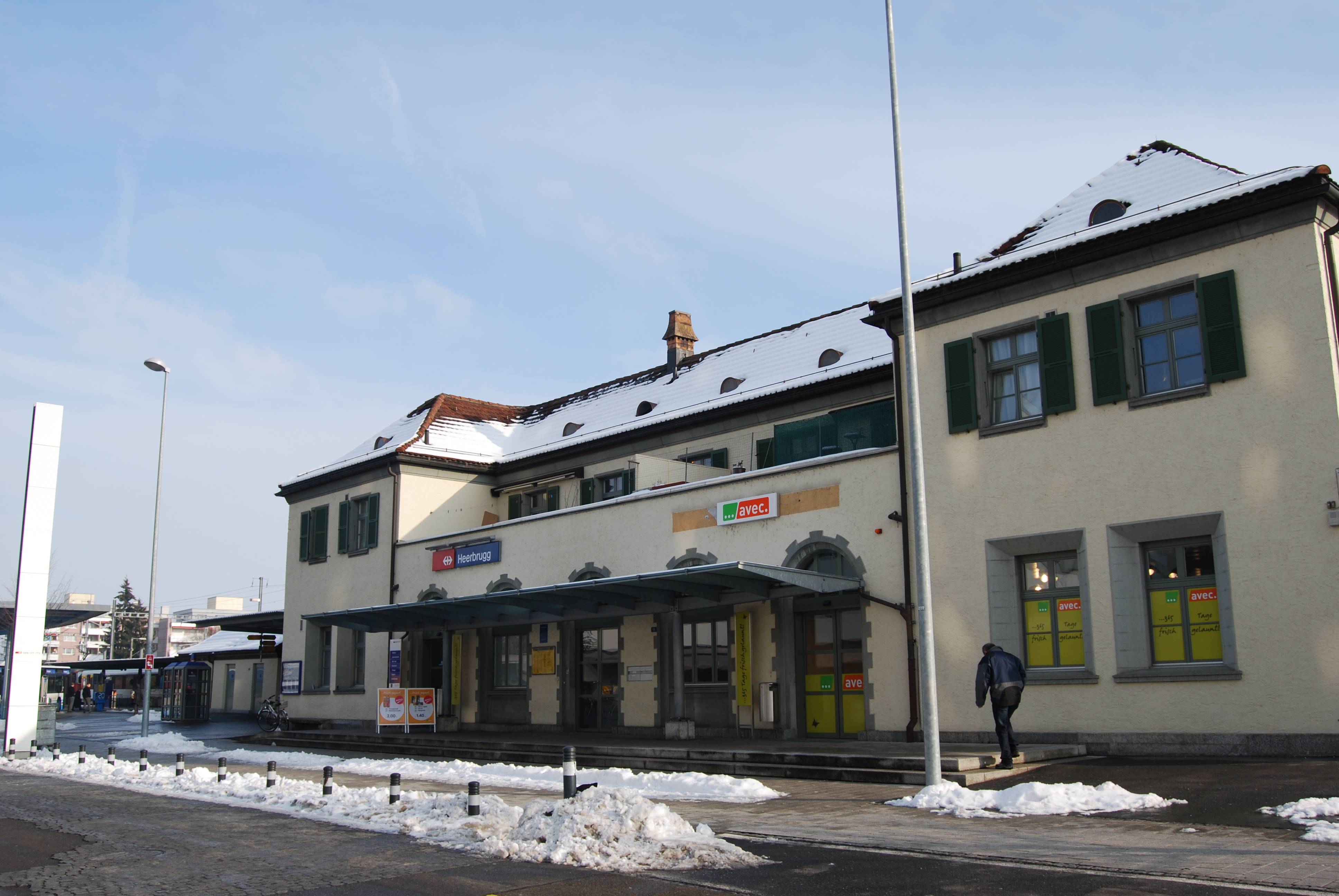
Bahnhof Heerbrugg von der Bahnhofstrasse Blick Richtung Norden

Der Bahnhof Heerbrugg ist ein Durchgangsbahnhof im Schweizer Kanton St. Gallen an der SBB-Bahnstrecke Chur–Rorschach. Er liegt auf dem Gebiet der Gemeinde Au im Ortsteil Heerbrugg.

## Geschichte
1844 begann das Eisenbahnzeitalter in der Schweiz mit der Eröffnung der ersten Strecke (von Strassburg) nach Basel. Mit der Bahnstrecke Rorschach–Chur sollte das erste Teilstück einer Eisenbahn, vom Bodensee über den Lukmanierpass an den Lago Maggiore, mit Anschluss an Italien, angeregt 1839 durch den Ingenieur Richard La Nicca, gebaut werden. Mit der Bahnstrecke Ziegelbrücke–Sargans sollte die zweite Zufahrtslinie Richtung Zürich und Basel hergestellt werden.
Die Bedeutung des Eisenbahnwesens wurde im St. Galler Rheintal früh erkannt. Bereits 1852 begann das Ringen um den Standort des Bahnhofs für die Gemeinden Berneck, Balgach, Diepoldsau und Widnau der Südostbahn, die die Rheintallinie plante. Balgach wollte einen Bahnhof im Müllacker; Berneck, Diepoldsau sowie die Rebsteiner und Marbacher hingegen waren für den Standort Heerbrugg. Professor Karl Völker schenkte der Gemeinde Au das Land für den Bau des Bahnhofs in Heerbrugg, wodurch dieser den entscheidenden Vorteil bekam.
Der Bahnhof wurde 1858 in Betrieb genommen, als die Teilstrecke Rheineck–Sargans in Betrieb ging.
1885 wurde die Bahnstrecke von Bahnhof Rorschach via Sargans nach Chur unter der inzwischen Vereinigte Schweizerbahnen fertiggestellt. 1888 wurde die Rhätische Bahn als Landquart–Davos AG (LD) gegründet, die einen Anschluss nach Italien mit der Berninastrecke nach Chiavenna schlussendlich realisieren konnten. Da der Bau einer Ostalpenbahn von Chur Richtung Italien gegenüber der Gotthardbahn unterlag, blieb die Rheintalbahn von Rorschach nach Chur eine Regionalstrecke.
Von 1897 bis 1940 war der Bahnhof Heerbrugg Haltestelle der Strassenbahn Altstätten–Berneck. Von 1915 bis 1956 war er Umsteigepunkt der Strassenbahn auf die Linie Heerbrugg–Diepoldsau.
1981 wurde der inzwischen überlastete Bahnübergang der Widnauerstrasse (Berneck–Hohenems) durch eine Unterführung ersetzt.
2020 wurde der Umschlagterminal für den kombinierten Verkehr an der Nöllenstrasse in Widnau eröffnet. Der Terminal wird von SBB Cargo betrieben. Er ist erreichbar von der A13, Ausfahrt 2 Au oder 3 Widnau.

## Infrastruktur

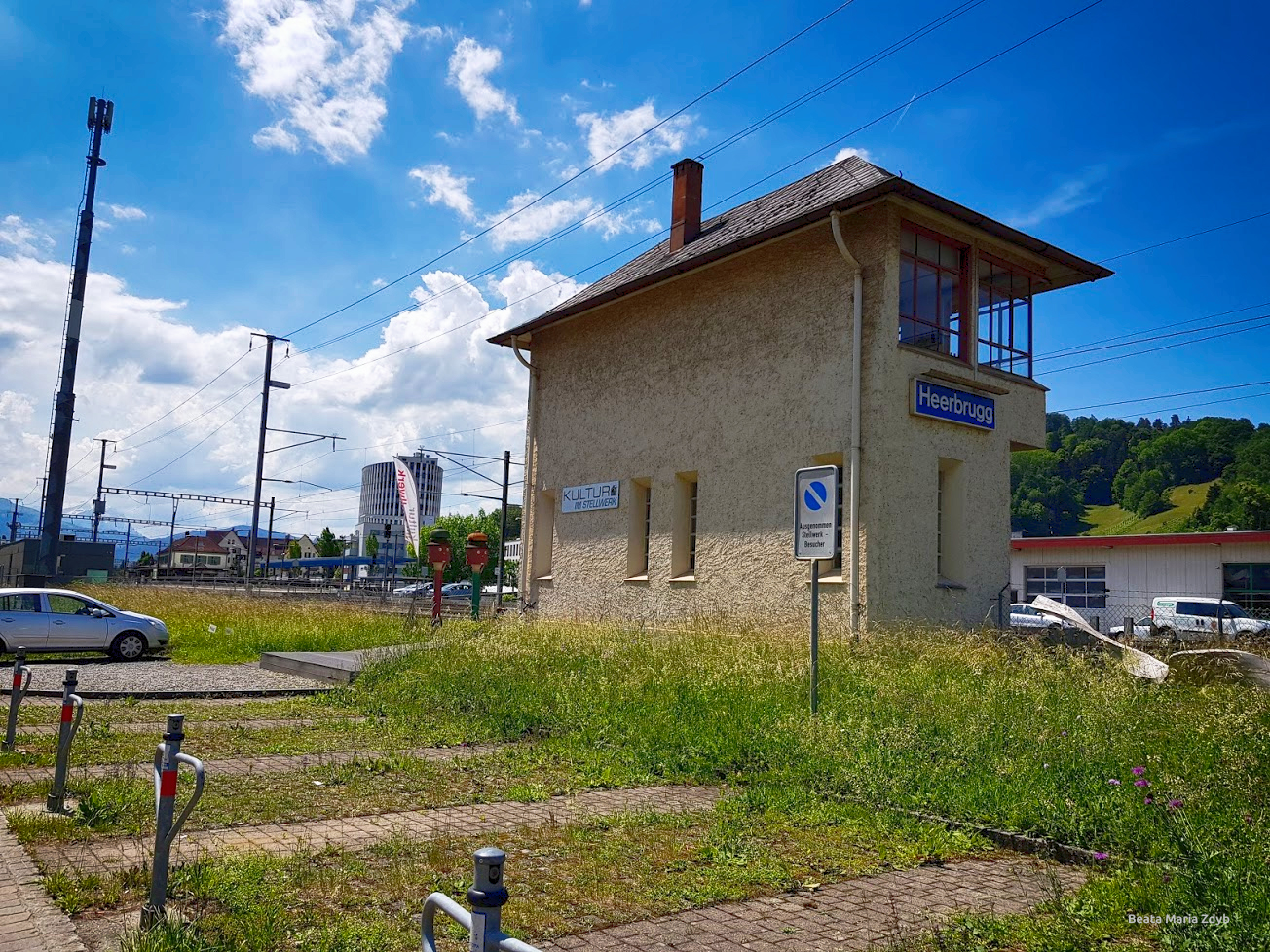
Stellwerk Heerbrugg, heute Kulturraum

- Hauptgebäude mit Shop, Kiosk und Café
- Stellwerk (heute eine Kunstgalerie)
- Veloständer auf beiden Seiten
- Fussgängerunterführung nach Widnau
- Fahrrad- und Mofaunterführung nach Widnau
- Diebstahlsicherer Fahrradparking,[5] Fahrradverleih
- Mobility Car-Sharing Point
- Bushof
- Bimodaler Umschlagterminal in Widnau: 1 Gleis mit 160 m Länge

### Publikumsanlage
Die heutige Publikumsanlage der SBB besteht aus einem Aussenbahnsteig und einem Perron, mit überdachten Sitzplätzen. Der Aussenbahnsteig liegt auf der vom Bahnhofsgebäude zugewandten Seite im Osten. Das Perron ist über eine rollstuhlgängige Rampe von beiden Seiten des Bahnhofs zu erreichen.
Im Bahnhofgebäude ist eine Verkaufsstelle der SBB, mit Geldwechsel, untergebracht. An der Gebäudeaussenseite befindet sich ein Geldwechselautomat.

### Gleise

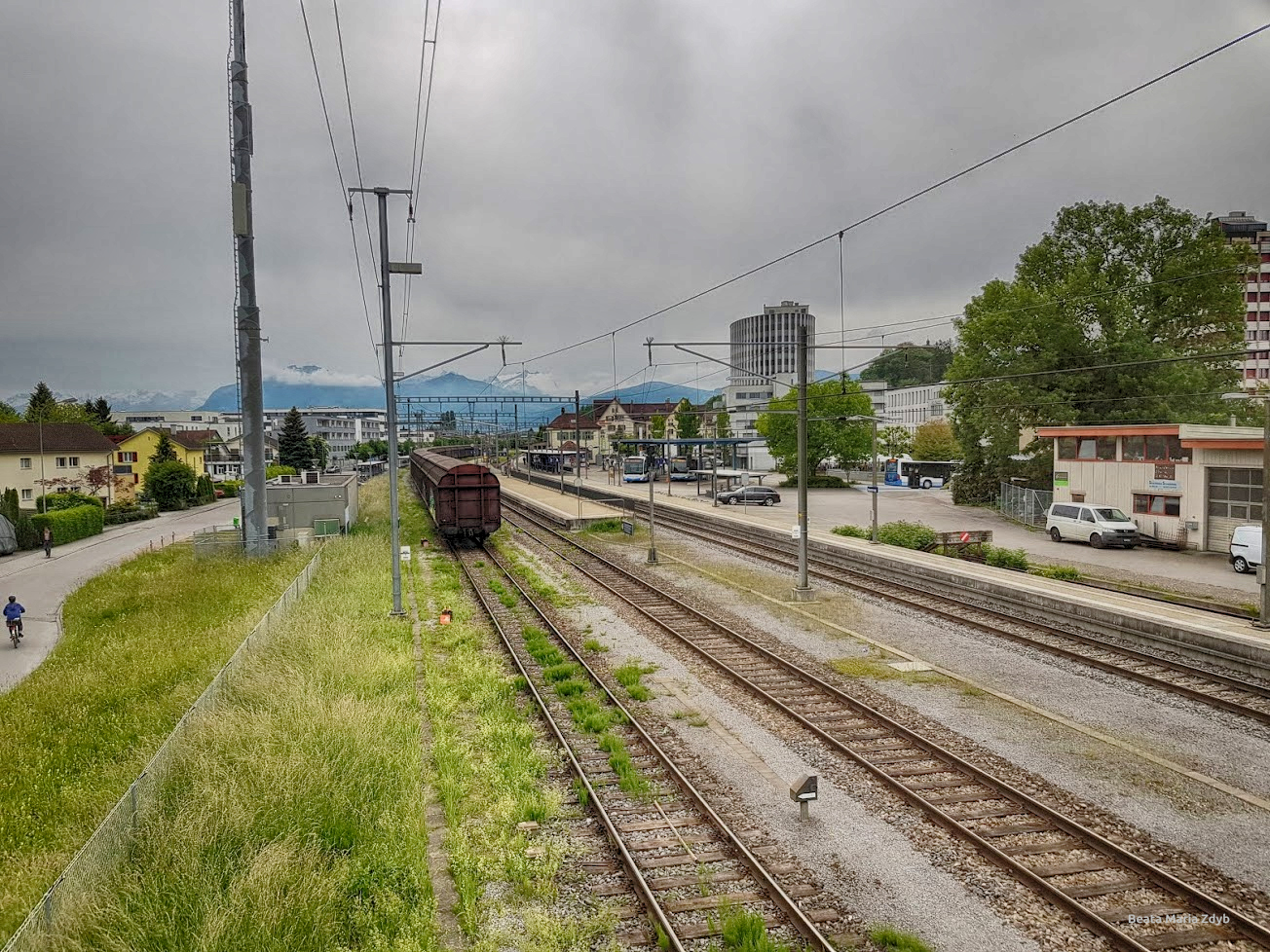
Ansicht der Gleise von Norden (Richtung Chur)

Die Strecke St. Margrethen–Sargans ist eingleisig. Der Bahnhof Heerbrugg verfügt über mehrere Gleise und Weichen.
- 2 Hauptgleise
- 1 Nebengleis mit Gleisanschluss ins Industrie Letten in Widnau, zur SAW (Spannbeton Werk)/Umschlagterminal, Cheminee-Frei (Feuerungstechnik) und zur Rauch-Abfüllanlage.
- 3 Abstellgleise.

## Lage
Der Bahnhof Heerbrugg gibt der eigens für ihn erbauten Bahnhofstrasse ihren Namen. Am Fuss des Hümppelerberg (auch Sonnenberg) gelegen bildet der Bahnhof zusammen mit dem Bahnhofsquartier den eigentlichen Kern der Ortschaft Heerbrugg. Laut Chronik des Schloss Heerbrugg bestand der Hof Heerbrugg aus lediglich 5 Häusern, wovon 4 Nebengebäude des Schlosses waren.

## Fahrplanmässige Züge

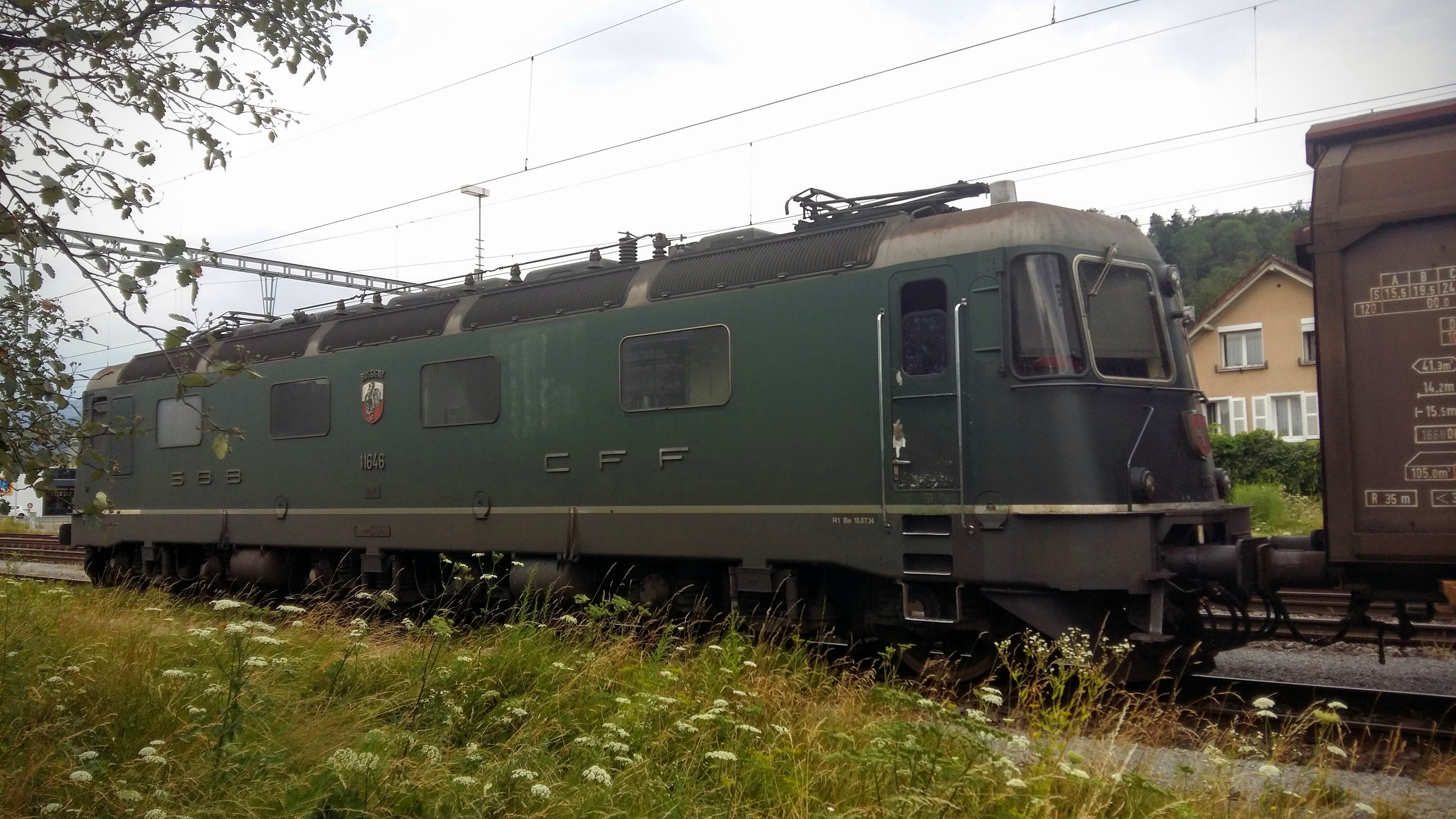
Re 620 Bussigny (11646) im Bahnhof Heerbrugg

Heerbrugg ist an das Netz der S-Bahn St. Gallen sowie des schweizerischen Fernverkehrs angeschlossen. Durchschnittlich stiegen 2018 im Bahnhof Heerbrugg täglich 3758 Bahnreisende ein und aus. Folgende Linien halten in Heerbrugg:
Fernverkehr:
- 13 Zürich HB/St. Gallen – Sargans/Chur teilweise , teilweise  FS  (Alpenrhein-Express) (SBB)
- RE St. Gallen – Rorschach – Buchs SG – Sargans (Thurbo) (abends nach Betriebseinstellung des  13)

S-Bahn St. Gallen:
- S 2 Nesslau-Neu St. Johann – Herisau – St. Gallen – Rorschach – St. Margrethen – Altstätten (Thurbo)
- S 4 Rapperswil – Uznach – Wattwil – Herisau – St. Gallen – Rorschach – St. Margrethen – Sargans (SOB) (verkehrt als S17 via Ziegelbrücke weiter nach Rapperswil)

## Bushof Heerbrugg

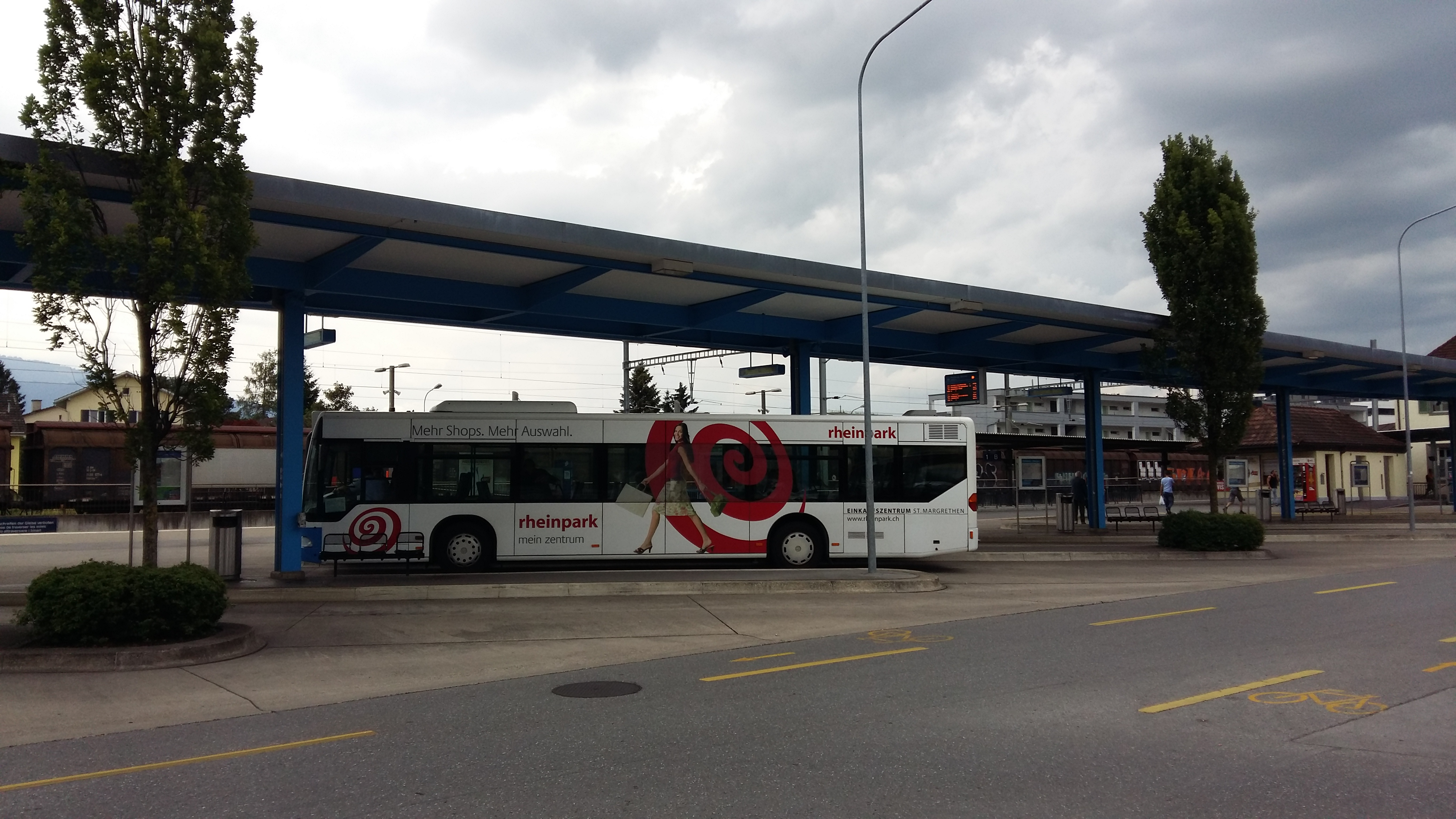
Bushof Heerbrugg

Auf dem Bahnhofsareal in Heerbrugg liegt der 1996 gebaute Bushof der RTB Rheintal Bus. Die RTB Rheintal Bus ist Mitglied im Tarifverbund Ostwind in der Zone 235. Der Bushof ist zentraler Knotenpunkt für die Linien 301 (Altstätten), 302 (Berneck), 303 (Hohenems Schlossplatz), 304 (Rheineck) und 351 (Dornbirn). Er befindet sich im Bereich des ehemaligen Güterschuppens. Das alte Gleis zum Güterschuppen ist teilweise noch erhalten.
Ausserdem ist er Endstation für die Postautolinie 226 Heiden–Heerbrugg.